# Rotaugen-Kaisersalmler
Der Rotaugen-Kaisersalmler (Nematobrycon lacortei), auch Regenbogen-Kaisersalmler oder Regenbogentetra genannt, ist ein aus dem westlichen Kolumbien stammender Salmler. Er wird bis zu sieben Zentimeter lang und lebt in kleineren Schwärmen. Dabei ist er deutlich aggressiver als der ebenfalls aus der Gattung Nematobrycon stammende Kaisersalmler (N. palmeri).
Bei dem Rotaugen-Kaisersalmler ist die Längsbinde in der Zeichnung weniger ausgeprägt als beim Kaisersalmler, die Körperfärbung ist insgesamt weniger deutlich abgegrenzt. Die Tiere eignen sich gut zur Haltung in Aquarien; die minimale Beckengröße sollte jedoch je nach Gruppengröße mindestens 1,20 bis 1,50 × 0,50 × 0,50 Meter sein. Fällt durch im Becken enthaltene Schwimmpflanzen das Licht gedämpft ein, kommt das irisierende Blauschillern der fleckigen Zeichnung besonders zur Geltung. Männchen haben im Gegensatz zu den kleineren Weibchen eine rote Iris und einen ausgezogenen mittleren Schwanzflossenstrahl. Die Art pflanzt sich als Dauerlaicher fort.